# Saint-Sever-de-Rustan
Saint-Sever-de-Rustan is een gemeente in het Franse departement Hautes-Pyrénées (regio Occitanie) en telt 150 inwoners (2005). De plaats maakt deel uit van het arrondissement Tarbes.

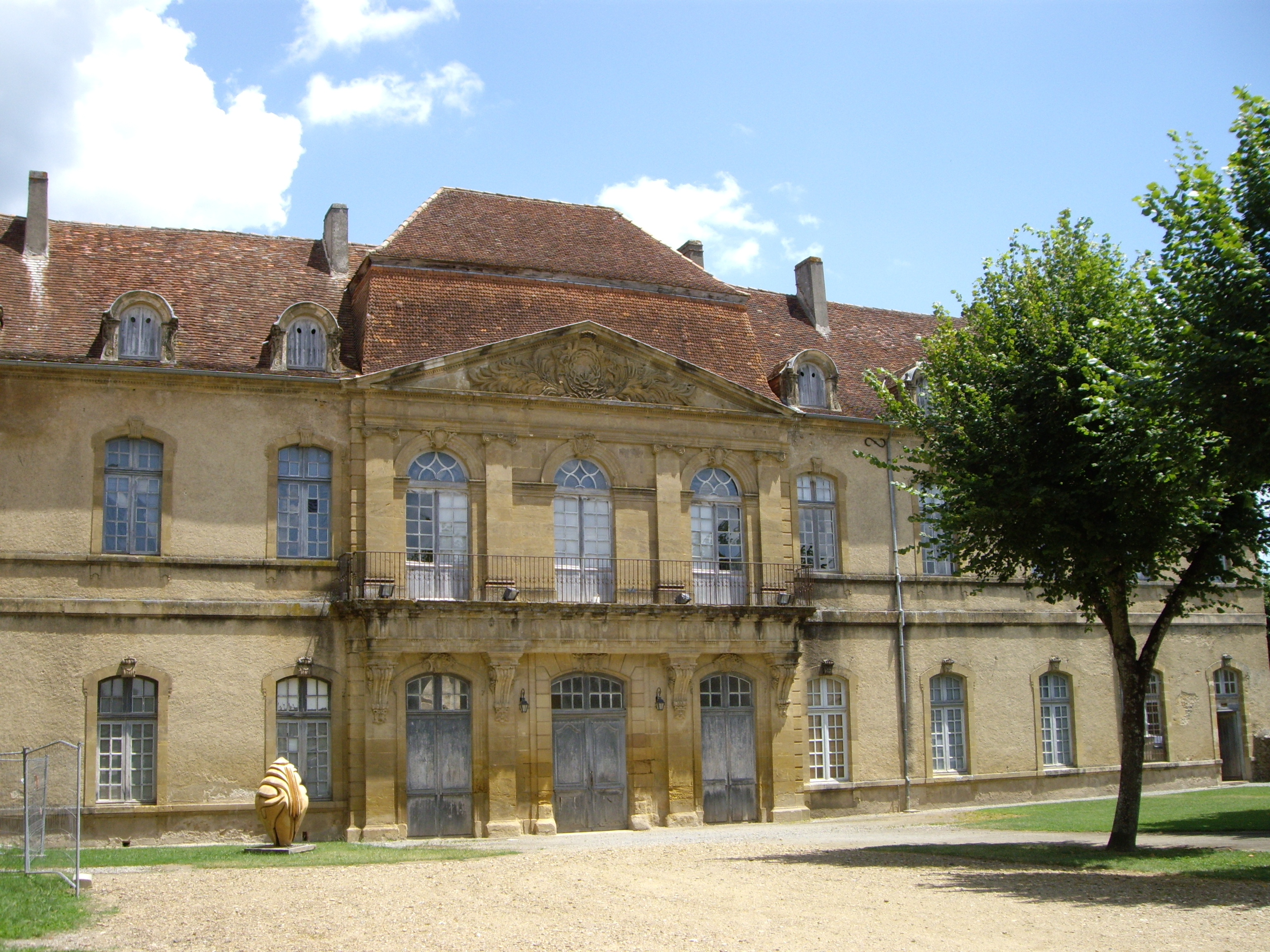
Gemeentehuis en abdij
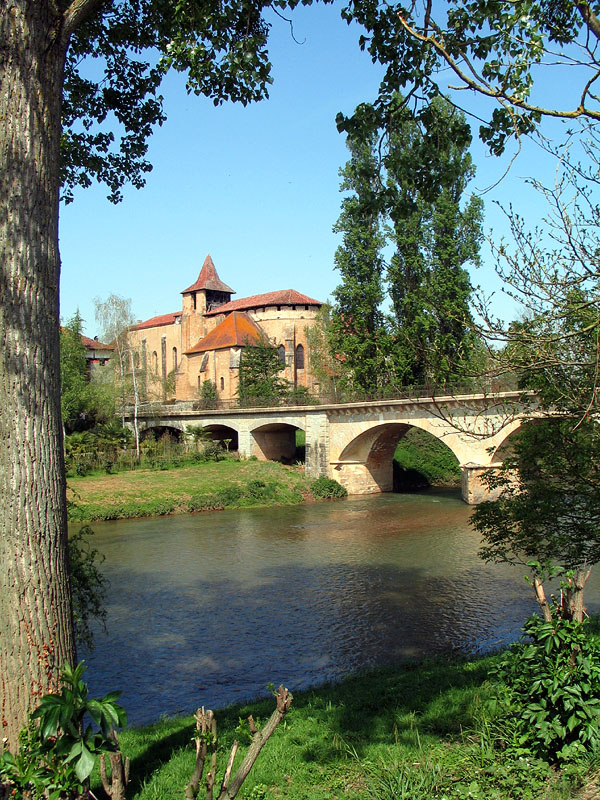
Saint-Sever-de-Rustan-Brug over de Arros

## Geografie
De oppervlakte van Saint-Sever-de-Rustan bedraagt 9,3 km², de bevolkingsdichtheid is 16,1 inwoners per km².

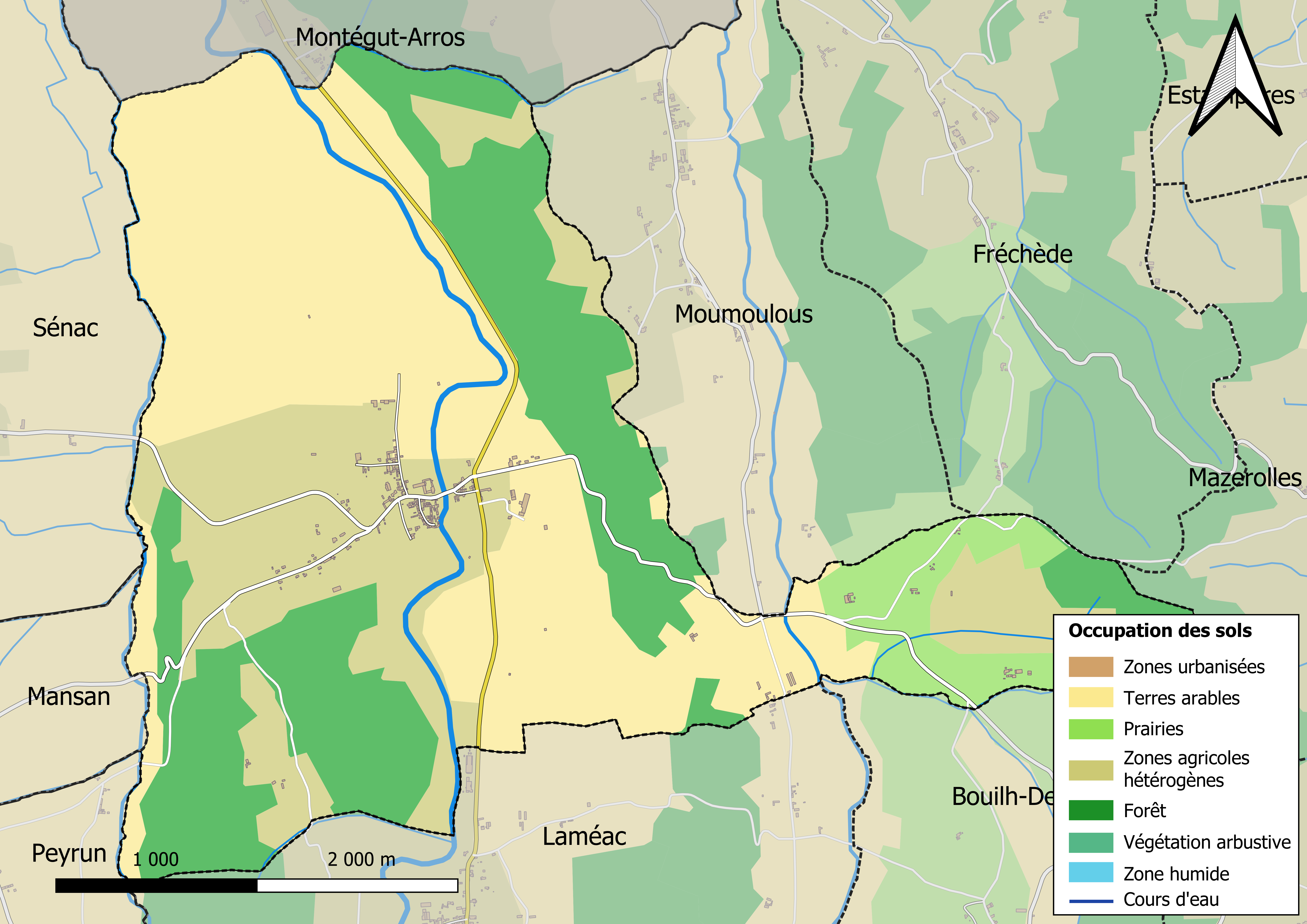
Kaart van de gemeente met belangrijkste infrastructuur, bodemgebruik en omliggende gemeenten

## Demografie
Onderstaande figuur toont het verloop van het inwonertal (bron: INSEE-tellingen).